# Spathicarpa lanceolata
Spathicarpa lanceolata är en kallaväxtart som beskrevs av Adolf Engler. Spathicarpa lanceolata ingår i släktet Spathicarpa och familjen kallaväxter. Inga underarter finns listade.